# Erinnerungsverfälschung
Erinnerungsverfälschung (englisch false memory) bedeutet unabsichtliches Verfälschen bestehender eigener Gedächtnisinhalte. Sie wird unterschieden von falscher Erinnerung, der fantasierenden Einbildung neuer eigener Gedächtnisinhalte (Konfabulation). Beide Vorgänge sind Selbsttäuschungen und unterscheiden sich von der bewussten Falschaussage (Lüge) dadurch, dass die sich erinnernde Person selbst ihre Aussage für richtig hält. Erinnerungsverfälschung ist seit über 100 Jahren Gegenstand psychologischer und in neuerer Zeit zunehmend auch neurophysiologischer Forschung. Erinnerungsverfälschungen haben Bedeutung in der Psychiatrie und im Rahmen aussagepsychologischer Gutachten vor Gericht, in denen Aussagen auf Erinnerungsverfälschung oder falsche Erinnerung überprüft werden.

## Herkunft der Begriffe
Die Bezeichnungen „Erinnerungsverfälschung“ und „Erinnerungsfälschung“ wurden 1886 von Emil Kraepelin in seinem Artikel Über Erinnerungsfälschungen erstmals eingeführt und definiert. Diesen Artikel ergänzte er 1887 durch zwei gleichnamige Artikel, in denen er die neuen Begriffe durch Fallbeispiele verdeutlichte. Im Artikel von 1886 schrieb Kraepelin, er wolle neben bereits bekannten Begriffen zur quantitativen Unterscheidung der „Störungen des Gedächtnisses“, wie allgemeine Amnesie, partielle Amnesie und Hypermnesie, Begriffe zur qualitativen Unterscheidung einführen. Analog zur Unterscheidung zwischen Illusion und Halluzination wolle er deshalb zwischen Erinnerungsverfälschung und Erinnerungsfälschung unterscheiden.

## Ursachen
Da Wahrnehmung und Erinnerung neuronale Verarbeitungsprozesse sind, können dabei manchmal Fehler auftreten. Während Wahrnehmungstäuschungen bereits seit längerem untersucht und erforscht wurden, war dies bei Erinnerungstäuschungen erst seit den 1960er Jahren in vergleichbarer Form der Fall. Seitdem ist es in Experimenten gelungen, durch unterschiedliche Verfahren die Erinnerungen von Probanden in Bezug auf schwerwiegende Einzelheiten zu verzerren oder gar Pseudoerinnerungen an neue Ereignisse ins Gedächtnis einzupflanzen.

### Suggestion
Erinnerungsfälschungen können als Folge einer Suggestion auftreten. Der Begriff ist damit methodisch abgrenzbar gegen pathologische Wahnvorstellungen, wie sie als Symptom einiger psychischer Störungen auftreten können.
Wesentlich ist, dass die gedankliche und gefühlsmäßige Reproduktion des Gedächtnisinhaltes als Abbild eines vergangenen, wachbewussten Geschehens erlebt wird – anders als bei einer Erinnerung an einen Traum, eine Vision oder eine aktive Imagination: Dort ist dem Erinnernden bewusst, dass seiner Erinnerung keine solche äußere Realität entspricht. Auch im Fall einer lückenhaften, vagen Erinnerung ist sich der Erinnernde dieser Unvollständigkeit und Unvollkommenheit bewusst.
Durch Suggestion eingeredete, falsche Ereignisse nehmen an Plausibilität zu, je häufiger sie erwähnt werden, je konsistenter sie sind und je öfter die Person sich die Situation bildlich vorstellt. Die daraus resultierenden Erinnerungen sind oft sehr detailreich, emotional und für die Person sehr glaubwürdig.
Nach einem Handbuch der forensischen Psychiatrie von 2010 und den dortigen Mitteilungen der beiden forensischen Gutachter Volbert und Steller ist es nicht möglich, echte von falschen – durch Suggestion eingepflanzten – Erinnerungen anhand der Qualität der Aussagen zu unterscheiden. Dagegen ist es möglich, eine solche Unterscheidung anhand der Aussagekonstanz zu treffen. Suggerierte Erinnerungen entwickeln sich erst im Laufe der Zeit durch suggestive Einflüsse und können sich daher relativ frei verändern und ausweiten. Echte Erinnerungen sind dagegen auf bestimmte Ereignisse bezogen. Sie sind daher in einem vorgegebenen Rahmen von Tatsachen eingeschränkt und führen deshalb in der Regel zu einer höheren Aussagekonstanz.

### Emotionale Stimuli
Menschen schenken emotionalen Stimuli mehr Beachtung als neutralen. Durch Stresshormone werden die Erinnerungen an diese Stimuli gefestigt. Da emotionale Erinnerungen öfter abgerufen und überdacht werden, werden sie zusätzlich verstärkt. Dies geschieht aber nicht nur bei tatsächlichen Erinnerungen, sondern auch bei Erinnerungsverfälschungen. Falsche Erinnerungen treten im emotionalen Kontext leicht auf. Dabei ist es egal, ob die jeweilige Situation starke negative oder positive Gefühle hervorruft. Negative Emotion führt dazu, dass sich die Person auf das Zentrum des Geschehens konzentriert und die Peripherie anfällig für Erinnerungsfehler wird. Bei einem Überfall liegt der Fokus beispielsweise auf dem, was am negativsten und lebensgefährlichsten gilt: der Waffe. Dabei entgehen der Person wichtige Informationen bezüglich des Täters (bspw. markante Gesichtszüge, Stimme, Kleidung) und des Settings. Im Englischen wird dieses Phänomen auch als tunnel memory bezeichnet. Ruft eine Situation im Gegensatz dazu positive Emotionen hervor, besteht kein Grund zur Fokussierung. Die Person weitet ihren Aufmerksamkeitsbereich, um möglichst viel in sich aufzunehmen und neue Möglichkeiten zu entdecken. Da diese Erinnerungen durch die Weite der Aufmerksamkeit nicht sehr detailreich sind, sind sie generell anfällig für Verfälschungen.

### Erinnerungsverfälschung durch Psychotherapie
Die Vorstellung, traumatische Erinnerungen könnten unterdrückt werden und später, beispielsweise im Rahmen einer Psychotherapie, wieder ins Bewusstsein rücken, ist sowohl in der Allgemeinbevölkerung wie auch unter Therapeuten weit verbreitet. Es ist jedoch generell nicht möglich, ohne zusätzliche Informationen zu unterscheiden, ob eine Erinnerung tatsächlich unterdrückt und später wiedergewonnen wurde oder zu einem späteren Zeitpunkt entstanden ist, ob es sich also um eine falsche Erinnerung handelt. Damit eine Erinnerung einwandfrei als „zurückgewonnen“ klassifiziert werden kann, muss erstens festgestellt werden, dass das jeweilige Ereignis tatsächlich stattgefunden hat, zweitens dass es vergessen wurde und es für die Person nicht möglich war, sich daran zu erinnern, und drittens dass sich später wieder daran erinnert wurde.
Loftus und Davis konnten Studien, welche die These von zurückgewonnenen Erinnerungen unterstützten, große methodische Mängel nachweisen. Beispielsweise wurde nicht geprüft, ob ein erinnertes Erlebnis tatsächlich passiert war oder nicht. Eine andere Studie interpretierte die Tatsache, dass Frauen, die einen objektiv stattgefundenen Missbrauch erlebt hatten, in einem Interview siebzehn Jahre später diesen Missbrauch nicht erwähnten, als Unterdrückung der Erinnerung. Allerdings mag es auch andere Gründe geben, in einem Interview einen Missbrauch nicht zu berichten, wie Scham oder eine fehlende Beziehung zum Versuchsleiter. Es fanden sich wenig Hinweise darauf, dass traumatische Erlebnisse gewöhnlicherweise verdrängt und vergessen werden und später wieder erinnert werden können. Obgleich es zahlreiche Berichte von Personen gibt, die sich an teils massiven Missbrauch erinnern, wirft dies die Frage auf, inwieweit diese Ereignisse stattgefunden haben oder falsche Erinnerungen sind und, sollte dies der Fall sein, wie diese falschen Erinnerungen entstehen können.
Der US-amerikanische Gerichtsgutachter und Soziologe Richard Ofshe sieht in zwanghaften Verhörmethoden und suggestiven Psychotherapien auf der Grundlage von unbelegten psychoanalytischen Konzepten eines zielgerichteten Unbewussten die Hauptursache für Erinnerungsverfälschungen vor Gericht.
Die Ähnlichkeit verdrängter und falscher Erinnerungen durch deren vagen und skizzenhaften Charakter ist im psychotherapeutischen Bereich problematisch, da es leicht zu Verwechslungen kommen kann. Ein Psychotherapeut muss die Aussagen eines Patienten im Kontext verdrängter Traumata stets kritisch hinterfragen.
Beispiele erinnerungsverfälschender Effekte in Psychotherapien:
- Priming: Das Bewusstsein für Missbrauch hat in den letzten Jahrzehnten stetig zugenommen. Dies führte zu einem verstärkten Priming auf das Thema, sowohl in der Allgemeinbevölkerung als auch unter Therapeuten. Unter den Effekten von Priming sind selektive Aufmerksamkeit auf relevante Informationen, voreingenommene Interpretation relevanter Informationen sowie Erinnerungsprozesse, durch die zum Priming konsistente, aber falsche Erinnerungen entstehen und bestehende Erinnerungen konsistent zum Priming verzerrt werden.[12]
- Voreingenommenheit: Viele Patienten, die sich in eine Therapie begeben, suchen eine Erklärung ihrer Probleme. Dies macht sie empfänglich gegenüber plausibel klingenden Theorien für die Ursache ihres Leidens. Wird einem Patienten suggeriert, er könnte missbraucht worden sein, mag er, zusammen mit einer bereits bestehenden Idee über die Möglichkeit eines sexuellen Missbrauchs, eine falsche Erinnerung an einen Missbrauch ausbilden. Diese Möglichkeit einer Erklärung kann Patienten dazu bringen, bei dieser gefassten These zu verbleiben und sie gegen Zweifel zu verteidigen. Auf Therapeutenseite wird derjenige, der Missbrauch und unterdrückte Erinnerungen an Missbrauch für häufig hält, häufiger Fragen in diese Richtung stellen und empfänglicher für Symptome des Patienten sein, die auf einen Missbrauch hinweisen können.[16]
- Plausibilität: Informationen, die bisher unplausible Informationen subjektiv plausibler machen, können die Entstehung falscher Erinnerungen begünstigen. Suggestive Einflüsse innerhalb und außerhalb einer Therapie können die Vorstellung eines Missbrauchs festigen, unabhängig davon, ob ein Missbrauch tatsächlich erinnert werden kann oder nicht. Wird beispielsweise von qualifizierter Quelle angegeben, dass die Symptome einer Person einen Missbrauch zur Ursache haben könnten, ist die Wahrscheinlichkeit erhöht, dass die Person auch einen Missbrauch als Ursache annimmt.[12]
- Annahme und Bestätigung: Ist ein Patient zu dem Schluss gekommen, missbraucht worden zu sein, besteht die Gefahr, dass er sich zusammen mit dem Therapeuten darauf konzentriert, die neue Identität als Missbrauchsopfer anzunehmen, zu bestätigen und zu festigen. Die weiterführende Beschäftigung mit der Thematik, das Lesen von Fallberichten oder der Besuch einer Selbsthilfegruppe können wiederum das Entstehen sowie Bestehen falscher Erinnerungen begünstigen.[12]

## Psychologische Experimente

### Berühmtheitsfrage
Die Berühmtheitsfrage ist ein Experiment in Bezug auf eine spezielle Form der Erinnerungsfälschung, die sogenannte Quellenverwechslung. In einer ersten Phase des Experiments werden den Versuchspersonen beiläufig mehrere Namen präsentiert, die sie beispielsweise nach Aussprechbarkeit beurteilen sollen. Am nächsten Tag werden in einer zweiten Phase diese Namen zusammen mit neuen Namen und Namen berühmter Personen dargeboten. Nun sollen die Versuchspersonen entscheiden, welche dieser Namen berühmten Personen zuzuordnen wären. Fälschlicherweise werden hierbei überzufällig oft Namen der am Tag zuvor gelesenen Personen als berühmt genannt. Offenbar war den Probanden nicht bewusst, ob sie diese Namen nur aus Zeitung und Fernsehen oder aus der ersten Phase des Experiments kannten. Unbewusste Prozesse führen dann zu einer Verwechslung der Informationsquelle.

### Lost in the mall
Ein Experiment bezüglich Pseudoerinnerungen ist das Lost in the mall experiment (dt. „Im Einkaufszentrum verirrt“) von Elizabeth F. Loftus und Jacqueline E. Pickrell. Gegenstand dieses Experiments war der Versuch, den Probanden eine komplett neue Erinnerung zu „implantieren“. Die 24 Versuchspersonen wurden gebeten, drei Ereignisse (die aus ethischen Gründen alle gleichermaßen neutral waren) in ihrer Kindheit wiederzugeben. Diese Ereignisse wurden von engen Familienmitgliedern bereitgestellt, wobei anzumerken ist, dass eines der drei Ereignisse niemals stattgefunden hatte. Diese Pseudoerinnerung besagte, die Versuchsperson habe sich im Alter von vier bis sechs Jahren in einem Einkaufszentrum verirrt und sei dann von einem fremden Erwachsenen zurück zu ihrer Familie gebracht worden. Um diese Erfahrung plausibler erscheinen zu lassen, versorgte das Familienmitglied die Versuchsleiter mit Informationen wie dem Namen eines nahegelegenen Einkaufszentrums, möglicherweise anwesenden Verwandten, welche Geschäfte die Aufmerksamkeit der Versuchsperson in diesem Alter auf sich gezogen haben etc.
An 68 % der tatsächlich stattgefundenen Ereignisse (49 von 72) wurde sich korrekt erinnert. 6 von 24 Versuchspersonen „erinnerten“ sich an das konstruierte Ereignis. 75 % gaben an, sich an ein solches Erlebnis nicht erinnern zu können. Der Grad der Überzeugung (clarity ratings) war etwas niedriger als der für tatsächlich stattgefundene Vorkommnisse, wobei anzumerken ist, dass er im Allgemeinen nicht sehr hoch war. Interessant ist jedoch, dass der Grad der Überzeugung bei wiederholter Befragung zu dem falschen Ereignis durch die Versuchsleiter anstieg. Weiterhin gaben fünf der Probanden, nachdem sie darüber informiert worden waren, dass eine der Erinnerungen falsch ist, an, eine der korrekten Erinnerungen sei die implantierte gewesen.

### Andere Kindheitserinnerungen
Experimente wie das Lost in the mall experiment von Loftus und Pickrell ließen die Vermutung aufkommen, das erfolgreiche „Implantieren“ einer Kindheitserinnerung sei der Tatsache geschuldet, dass es sich um eine nicht ungewöhnliche Erfahrung (in diesem Fall derjenigen, sich in einem Einkaufszentrum zu verirren) handelt. Es wurden Überlegungen angestellt, ob die Versuchspersonen vergleichbare Situationen, die sie tatsächlich erlebt haben oder über die ihnen berichtet wurde, mit dem für das Experiment konstruierten Ereignis verwechseln bzw. vermischen. Daher führten Ira E. Hyman, Try H. Husband und F. James Billings weitere Experimente durch, die ungewöhnlichere Ereignisse, wie zum Beispiel die Einweisung in ein Krankenhaus über Nacht in Folge hohen Fiebers, zum Gegenstand hatten. In dem erwähnten Experiment gaben 4 von 20 Versuchspersonen (20 %) an, sich an eine solche Einweisung erinnern zu können.

### Bugs Bunny in Disneyland
Elizabeth Loftus konstruierte ein Experiment, bei dem Teilnehmern, die in ihrer Vergangenheit im Disneyland waren, ein Treffen mit der Figur Bugs Bunny eingeredet wurde. Diese konnten sich anschließend lebhaft an die Szene erinnern. Ein solches Treffen hätte tatsächlich nicht passieren können, da die Figur zu Disneys Konkurrenten Warner Brothers gehört und daher in Disneyland nicht zu sehen sein wird.

### Erinnerung an suggerierte Straftaten
Die Psychologen Julia Shaw und Stephen Porter konnten 2013/14 in einer experimentellen, kontrollierten Studie nachweisen, dass Menschen häufig dazu gebracht werden können, sich daran zu erinnern, in ihrer frühen Jugend eine Straftat begangen zu haben, die tatsächlich nicht stattgefunden hat. Dabei „erinnerten“ sich nach drei Interviews, in denen suggestive Gesprächstechniken eingesetzt wurden, 70 % der Probanden (Studenten) an die vermeintliche Tat einschließlich der Reaktionen der Umgebung, dem Polizeieinsatz und sonstigen Folgen. In puncto Detailliertheit und Lebendigkeit der Erinnerungen ähnelten diese generierten Erinnerungen anderen falschen Erinnerungen mit nicht-kriminellem Inhalt sowie auch den wahren (nicht suggerierten) Erinnerungen der Studienteilnehmer.

### Erhöhte Anfälligkeit für falsche Erinnerungen unter Einfluss von Drogen
Drogen können die Wahrscheinlichkeit erhöhen, dass falsche Erinnerungen entstehen oder man für Suggestionen empfänglich wird. Sie können beeinflussen, wie Informationen gespeichert und abgerufen werden, was sowohl die Qualität als auch die Genauigkeit von Erinnerungen verschlechtern kann. Studien zeigen, dass das Ausmaß dieser Beeinträchtigung stark von der Art der Droge, der Menge und dem Zeitpunkt des Konsums abhängt.

#### Alkohol
Alkohol beeinflusst das Gedächtnis und kann zu teilweiser oder vollständiger Amnesie für neue Ereignisse führen, indem er die Speicherung von Erlebnissen im episodischen Gedächtnis stört. Konsumiert man Alkohol vor einem Ereignis, verringert sich die Vollständigkeit der Erinnerungen, jedoch nicht unbedingt deren Genauigkeit. Tests zeigen, dass Alkohol die Entstehung von Erinnerungen reduziert, was sowohl wahre als auch falsche Erinnerungen verringert. Studien zeigen auch, dass stark alkoholisierte Personen nach einer gewissen Zeit anfälliger für suggestive Informationen und falsche Erinnerungen sind.

#### Cannabis
In einer randomisierten kontrollierten Doppelblind-Studie mit 64 gesunden freiwilligen Versuchspersonen war die Anfälligkeit für falsche Erinnerungen bei Personen unter Cannabis-Einfluss signifikant erhöht. Da der Einfluss noch nach einer Woche feststellbar war, wurde dies als Zeichen dafür gewertet, dass nicht nur der Abruf von Erinnerungen durch Cannabis beeinträchtigt war, sondern auch die Speicherung der Erinnerung während des Experiments unter Cannabis-Einfluss eine Woche zuvor. Bei Experimenten mit versuchter gezielter Verfälschung der Erinnerung durch Suggestion war die Anfälligkeit für falsche Erinnerungen am Tag des Cannabiskonsums erhöht, nicht jedoch nach Ablauf einer Woche. Die Autoren wiesen darauf hin, dass die Ergebnisse besondere Bedeutung für die Bewertung von Aussagen von Verdächtigen und Zeugen in der Rechtspflege haben.

#### MDMA
Eine randomisierte, kontrollierten Doppelblindstudie mit 60 gesunden Versuchspersonen zeigte, dass bereits 75 mg MDMA das Erinnerungsvermögen sowohl direkt nach der Einnahme als auch eine Woche später leicht beeinträchtigte. Es wurde jedoch keine erhöhte Anfälligkeit für externe Suggestion festgestellt.

## Neurophysiologische Experimente

### System-Ebene
Durch funktionelle Magnetresonanztomographie (fMRT oder fMRI) konnte gezeigt werden, dass sowohl die Stabilisierung als auch die Fälschung von Gedächtnisinhalten verbunden ist mit gesteigerter Aktivität im linken posterioren Gyrus parahippocampalis sowie in den beidseitigen retrosplenialen und posterioren inferioren parietalen Arealen des Cortex. In diesen und in benachbarten Hirnregionen wurden jedoch Aktivitätsunterschiede je nach Stabilisierungs- oder Fälschungseffekt beobachtet, die von bestimmten experimentellen Umständen der Beeinflussung und des Abrufs der Erinnerungen abhingen. Laut Autoren bestätigten diese Ergebnisse die These, dass Gedächtnisverfälschungen eine negative Kehrseite der überwiegend nützlichen Eigenschaft des Gehirns seien, bestehende Gedächtnisinhalte aktualisieren zu können.
Zwei Übersichtsartikel (Reviews) von 2012 und 2020 legten dar, dass es nicht möglich ist, durch bildgebende Verfahren bei einer einzelnen Person echte von falschen Erinnerungen zu unterscheiden. Alle experimentellen Beobachtungen bezogen sich lediglich auf statistische Unterschiede zwischen Gruppen und lieferten keine Informationen über Ursache und Wirkung der in Momentaufnahmen registrierten anatomischen und funktionellen Abweichungen im Gehirn.

### Neuronale Manipulation an Tieren
Die 2013 publizierte Studie Creating a False Memory in the Hippocampus zeigt, dass Neuronen, die „gelernt“ hatten, an einem bestimmten „gefährlichen Ort“ eine Angstreaktion auszulösen, durch künstliche Aktivierung von außen – über optogenetische Schaltung – an einem anderen, völlig „ungefährlichen“ Ort zu derselben Reaktion gebracht werden konnten wie am gefährlichen Ort. Für das Tier wurde somit – durch Manipulation bestimmter Neuronen – der Gedächtnisinhalt „gefährlicher Ort“ in verfälschender Weise an einen „ungefährlichen Ort“ gekoppelt. Die in Fachkreisen vielfach kommentierte Studie wurde als Meilenstein in der Erforschung von Gedächtnisfälschung bezeichnet.
Ähnliches Aufsehen erregte 2015 die erstmalige experimentelle Erzeugung einer falschen Erinnerung bei Mäusen während des Schlafs, die die Tiere dann nach dem Aufwachen durch ihr Verhalten unmittelbar bestätigten. Eine Ortszelle in der Hirnregion für das räumliche Gedächtnis (Hippocampus) wurde während des Schlafs durch elektrische Reize mit einer für angenehme Gefühle zentralen Hirnregion (Nucleus accumbens) verknüpft. Nach dem Aufwachen besuchten die Tiere den entsprechenden Ort ihrer Behausung auffällig häufig, und zwar genauso wie andere Tiere, die in ihrer Wachzeit eine echte Ortserinnerung erlernt hatten.

## Bedeutung in Gerichtsverfahren
Bei Aussagen vor Gericht hat die Prüfung von Erinnerungen auf mögliche Selbsttäuschungen der Aussagenden eine große Bedeutung. Nach Oskar Berndt Scholz und Johann Endres gilt es hier u. a. zu unterscheiden zwischen Pseudoerinnerungen, die durch Manipulation in früheren Befragungen entstehen, und Falschinformationseffekten, die durch Manipulation in gegenwärtigen Befragungen entstehen. Diese Unterscheidung sei wichtig, weil im Falle einer Pseudoerinnerung die gegenwärtige Befragung ohne Manipulation ablaufe und daher frühere manipulative Implantationen von falschen Erinnerungen vor Gericht leicht verborgen bleiben könnten. Zur Bewertung von Zeugenaussagen wird die Aussagepsychologie herangezogen.
Oft stehen Augenzeugen unter enormem Stress, selbst wenn sie nicht Opfer einer kriminellen Tat wurden. Ihre emotionalen Erinnerungen sind sehr leicht beeinflussbar. So können sie unter anderem durch andere Augenzeugenberichte, durch (suggestive) Fragen von Beamten oder durch Medienberichte verfälscht werden. Es konnte zum Beispiel gezeigt werden, dass die Negation von Sachverhalten paradoxe Effekte haben kann, die möglicherweise den Zuhörer dazu veranlassen zu glauben, dass die negierten Dinge tatsächlich existierten. Wenn z. B. ein Zeuge hört, dass etwas nicht stattgefunden hat, kann er sich nach einiger Zeit fälschlicherweise daran erinnern, dass es tatsächlich stattgefunden hat.

### Der Fall Kenneth Olson
Der Psychiater Kenneth C. Olson behandelte seit 1986 über mehrere Jahre die 33-jährige Hilfsbetreuerin Nadean Cool. Während der Behandlung u. a. mit Hypnose und Teufelsaustreibung erinnerte sich die Patientin, sie sei an satanischen Kulten beteiligt gewesen, habe Säuglinge verspeist, sei vergewaltigt worden, habe Geschlechtsverkehr mit Tieren gehabt und sei gezwungen worden, den Mord an ihrer achtjährigen Freundin mitanzusehen. Sie glaubte, mehr als 120 Persönlichkeiten zu haben – solche von Kindern, Erwachsenen, Engeln und auch einer Ente.
Als Nadean Cool später klar wurde, dass man ihr falsche Erinnerungen implantiert hatte, ging sie gerichtlich gegen den Psychiater vor und erhielt 1997 nach fünfwöchiger Prozessdauer in einem außergerichtlichen Vergleich 2,4 Millionen US-Dollar als Schadensersatz.

### Der Fall Västerås
In der Folge einer Psychotherapie zeigte eine Frau (Ende 20) in Västerås (Mittelschweden) ihren Vater an, er habe sie, als sie 9–16 Jahre alt war, mehr als 200-mal vergewaltigt und gefoltert. Obwohl es außer der Erinnerung der Frau keinerlei sonstige Beweise (Zeugenaussagen, technische Beweise, medizinische Indizien) gab, wurde der Vater 2002 zu 14 Jahren Gefängnis verurteilt. 2003 wurde das Urteil in zweiter Instanz bestätigt. Hierbei bezeichnete das Gericht die Auffassung der Verteidigung, es handele sich bei den Anschuldigungen um in der Psychotherapie implantierte falsche Erinnerungen, als eine „absurde Theorie“. Nach mehr als neun Jahren im Gefängnis wurde der Mann 2012 nach zwei Dritteln der vierzehnjährigen Haftstrafe auf Bewährung entlassen.
In der Zwischenzeit begab sich die Tochter erneut in Psychotherapie und zeigte in deren Folge im Jahr 2007 weitere Erinnerungen an schwere Verbrechen an. Sie sei auch Opfer eines großen pädophilen Netzwerks gewesen. Zu den Tätern zählten namentlich genannte Chefs in Polizei und Wirtschaft. Die nachfolgenden Ermittlungen ergaben keine Hinweise, dass die neuen Anschuldigungen wahr sein könnten. Da sie jedoch den alten Anschuldigungen gegen den Vater sehr ähnlich waren und auch in Folge einer Psychotherapie vorgebracht wurden, wurde der alte Fall von 2002 vor das Oberste Gericht von Schweden (Högsta domstolen) gebracht. Dieses hob am 24. Mai 2013 die bisherigen Urteile auf und verwies den Fall zur Neuaufnahme an die zweite Instanz zurück. Diese sprach den Vater am 25. April 2014 in allen Punkten frei. Damit war seine Gefängnishaft die längste, die ein fälschlich Verurteilter je in moderner Zeit in Schweden absitzen musste. Sein Anwalt reichte am 7. November 2014 eine Schadensersatzforderung von 19 Millionen Kronen (ca. 2,06 Millionen Euro) ein und am 29. Juni 2015 wurde dem Vater eine Entschädigung von 12,6 Millionen Kronen (1,4 Millionen Euro) zugesprochen, die höchste jemals in Schweden festgesetzte Entschädigungssumme für einen fälschlich Verurteilten.

## Erinnerungsverfälschung in Filmen und Romanen
Hervorzuheben in dieser Liste ist das Werk von Philip K. Dick, dessen Romane (und Romanverfilmungen) sich ausgiebig mit dem Thema beschäftigen.

### Filme
- Total Recall (1990) – Paul Verhoeven
- Dark City (1998) – Alex Proyas
- Fight Club (1999) – David Fincher
- Memento (2000) – Christopher Nolan
- A Beautiful Mind (2001) – Ron Howard
- Gothika (2003) – Mathieu Kassovitz
- Paycheck – Die Abrechnung (2003) – John Woo
- Der Maschinist (2004) – Brad Anderson
- Das geheime Fenster (2004) – David Koepp
- Der Fluch der 2 Schwestern (2009) – Charles Guard/Thomas Guard
- Shutter Island (2010) – Martin Scorsese

### Romane
- Zahltag (1953) – Philip K. Dick
- Time Out of Joint (1959) – Philip K. Dick
- Erinnerungen en gros (1966) – Philip K. Dick
- Fight Club (1996) – Chuck Palahniuk
- Shutter Island (2003) – Dennis Lehane
- Die Therapie (2006) – Sebastian Fitzek
- Die Leinwand (2010) – Benjamin Stein
- Vergissdeinnicht (2012) – Cat Clarke
- Andersrum (2014) – Rosa Ananitschev
- Kryonium. Die Experimente der Erinnerung (2019) – Matthias A. K. Zimmermann

## Dokumentationen
- Das getäuschte Gedächtnis. 3sat, 22. September 2016 (Online-Kopie in der Mediathek).
- Erinnerungen: Wie wir uns irren. 52-minütige Fernsehdokumentation von Raphaël Hitier (Arte, Frankreich 2016).
- zeitonline: Warum wir unsere Kindheitserlebnisse vergessen, 20. September 2018.